# 私の日記はベストセラー
『私の日記はベストセラー』（Read It and Weep）は、2006年6月21日にディズニー・チャンネルで放送されたアメリカ合衆国のテレビ映画。日本では2007年3月19日にディズニーチャンネルで放送された。

## キャスト
| 登場人物               | 担当俳優                   | 日本語吹き替え                                        |
| ---------------------- | -------------------------- | ----------------------------------------------------- |
| ジェイミー・バレット   | ケイ・パナベイカー         | 天神有海                                              |
| イズ                   | ダニエル・パナベイカー     | 小松由佳                                              |
| コナー                 | ジェイソン・ドリー         | 林勇                                                  |
| ラルフ                 | トム・ヴァーチュー         | 野中秀哲                                              |
| ダイアナ               | ロビン・ライカー           | 磯辺万沙子                                            |
| マーナ                 | アリソン・スカグリオッティ |                                                       |
| ハーモニー             | アレクサンドラ・クロスニー | 葛谷知花                                              |
| リンジー               | マーキス・ブラウン         | 森夏姫                                                |
| ギャラガー先生         | ジョイス・コーエン         | 安達忍                                                |
| ペギー・バレット       | コニー・ヤング             | 玉川紗己子                                            |
| レニー・バレット       | ニック・ウィテカー         |                                                       |
| ジェニファーA          | ファリシャ・フェホコ       |                                                       |
| ジェニファーB          | マリンダ・マニー           |                                                       |
| マルコ・ベガ           | チャド・ブロスキー         |                                                       |
| アンバー・ティファニー | ペイズリー・バン・パッテン |                                                       |
| その他                 |                            | 渡辺浩司 勝田晶子 川中子雅人 藤井啓輔 笹森亜希 中山幸 |

## スタッフ
- 監督 - ポール・ホーエン
- 製作 - ドン・シェイン
- 製作総指揮 - シェリ・シンガー・ホワイト
- 脚本 - パトリック・Ｊ・クリフトン、ベス・リガッツィオ
- 撮影 - ゴードン・ロンズデール
- 音楽 - ダニー・ラックス

日本語吹き替え版
- 翻訳 - 辺見真起子
- 演出 - 中野洋志
- 録音制作 - ACクリエイト

## 外侮リンク
- 私の日記はベストセラー - allcinema
- Read It and Weep - IMDb（英語）
- 私の日記はベストセラー - Disney+